# Cyphellopsis
Cyphellopsis är ett släkte av svampar. Cyphellopsis ingår i familjen Niaceae, ordningen Agaricales, klassen Agaricomycetes, divisionen basidiesvampar och riket svampar.
| Cyphellopsis | \| \| Cyphellopsis anomala \| \| \| \| |
|              | \| \| Cyphellopsis anomala \| \| \| \| |
|              | Lachnella                              |
|              |                                        |
|              | Flagelloscypha                         |
|              |                                        |
|              | Merismodes                             |
|              |                                        |
|              | Nia                                    |
|              |                                        |
|              | Woldmaria                              |
|              |                                        |
|              | Halocyphina                            |
|              |                                        |
|              | Peyronelina                            |
|              |                                        |
|              | Cyphellopsis anomala                   |
|              |                                        |

|  | Cyphellopsis anomala |
|  |                      |